# 蕾切尔·昆达南吉
蕾切尔·昆达南吉（英語：Racheal Kundananji；2000年6月3日—），赞比亚女子足球运动员，司职前锋中场，目前效力于海湾足球俱乐部和赞比亚国家女子足球队。她曾代表赞比亚参加2020年和2024年夏季奥林匹克运动会女子足球比赛。